# Peter Marcuse
Pour les articles homonymes, voir Marcuse.
Peter Marcuse (né le 13 novembre 1928 à Berlin et mort le 4 mars 2022 à Santa Barbara (Californie)) est avocat germano-américain et professeur émérite d'urbanisme.
Fils de Sophie Wertheim et du théoricien de l'École de Francfort, Herbert Marcuse, Peter Marcuse grandit à Berlin, au sein d'une famille juive ashkénaze germanophone et assimilée, jusqu'à l'âge de 6 ans. Peu après l'arrivée au pouvoir d'Adolf Hitler en Allemagne, sa famille émigre précipitamment aux États-Unis, en 1934.
Ayant commencé ses études à l'Université de Californie à Santa Barbara, Marcuse est titulaire d'un doctorat de Yale Law School (1952) et d'un Doctorat de l'université de Berkeley en aménagement urbain et régional (1972). Influencé par le marxisme et les travaux de l'École de Francfort, il a été professeur de planification urbaine à UCLA à partir de 1972 et jusqu'en 1975, et à l'Université Columbia de 1975 à 2003. Il a écrit de nombreux articles sur le droit à la ville et le mouvement Occupy,.
Peter Marcuse est le fils du philosophe et théoricien Herbert Marcuse.

## Livres et publications
- Peter Marcuse (1991). Missing Marx: A Personal and Political Journal of a Year in East Germany, 1989-1990. Monthly Review Press.  (ISBN 0853458278).
- Peter Marcuse (2002). Of States and Cities: The Partitioning of Urban Space. Oxford University Press.  (ISBN 019829719X).
- Peter Marcuse (2011). Cities for People Not for Profit: Critical Urban Theory. Taylor and Francis.